# Vatché Mamikonian

Drapeau des Mamikonian.

Vacé, Vaché ou Vatché Mamikonian (en arménien Վաչե Մամիկոնյան ; mort en 338), est un sparapet (« généralissime ») du royaume d'Arménie, chef du clan des Mamikonian.

## Biographie
Il est fils d'Artavazd Ier Mamikonian, le plus ancien membre connu de la famille Mamikonian, qui fut sparapet aux alentours de l'an 300.
Le roi Khosrov III d'Arménie lui confie le soin de mettre fin à la guerre féodale qui opposait les familles Manavazian et Ordouni. De caractère belliqueux, Vacé accomplit si bien sa tâche qu'il extermine les deux maisons rivales.
Il repousse ensuite une autre invasion, conduite par Sanatrouk, prince de Paytakaran, qui avait obligé le roi Khosrov et le patriarche Vertanès à se réfugier dans la forteresse de Tariounq.
Les Bznouni, autre famille noble, trahissaient l'Arménie au profit de la Perse, qui lança une invasion jusqu'au lac de Van. Khosrov III charge alors ses deux généraux, Vacé Mamikonian et Vahan Amatouni, de repousser les Perses et de châtier la famille félonne, qui fut également exterminée. Peu après, l'armée arménienne subit une grave défaite au cours de laquelle Vacé est tué.

## Postérité
Selon Cyrille Toumanoff, Vatché est le père de :
- Artavasde ou Artavazd II, sparapet mort en 350, qui lui succède,
- une princesse, mariée à Archavir ou Aršavir Ier Kamsarakan,
- une autre princesse, mariée à Antiochus ou Antok II, prince de Siounie.

À ces trois enfants, Christian Settipani ajoute de manière hypothétique le prince Artašès, père de Manouel Mamikonian.